# Olympische Geschichte des Senegal
| Gelbes Symbol für Goldmedaillen mit stilisierten Olympischen Ringen | Graues Symbol für Silbermedaillen mit stilisierten Olympischen Ringen | Braundes Symbol für Bronzemedaillen mit stilisierten Olympischen Ringen |
| ------------------------------------------------------------------- | --------------------------------------------------------------------- | ----------------------------------------------------------------------- |
| —                                                                   | 1                                                                     | —                                                                       |

Senegal, dessen NOK, das Comité National Olympique et Sportif Sénégalais, 1961 gegründet und 1963 vom IOC anerkannt wurde, nahm erstmals 1964 an Olympischen Sommerspielen teil. Senegal ist neben der Elfenbeinküste das einzige afrikanische Land, das sich nicht am Boykott 1976 beteiligte. Auch auf einen Boykott der Spiele von 1980 wurde verzichtet.
Sportler aus dem Senegal nahmen auch an Olympischen Winterspielen teil. Fünf Mal wurden seit 1984 Delegationen geschickt.

## Übersicht

### Sommerspiele
Zwölf Leichtathleten bildeten die erste Olympiamannschaft Senegals bei den Spielen von Tokio 1964. Die 100-Meter-Läufer Bassirou Doumbia und Abdoulaye N’Diaye sowie der 400-Meter-Hürdenläufer Mamadou Sarr waren am 14. Oktober 1964 die ersten Olympioniken Senegals. 1968 in Mexiko-Stadt ging erstmals eines senegalesische Basketballmannschaft an den Start. Der Leichtathlet Amadou Gakou erreichte das Finale über 400 Meter. Er wurde Vierter mit einem Rückstand von 0,6 Sekunden auf Platz 3.
In München 1972 nahmen erstmals Boxer, Judoka und Ringer teil. Der Leichtathlet Mansour Dia erreichte Platz 6 im Dreisprung. Senegal war eines der wenigen afrikanischen Länder, die sich nicht am Boykott der Spiele von Montreal 1976 beteiligte. Mit Ndew Niang ging am 23. Juli 1976 erstmals eine senegalesische Frau bei Olympischen Spielen an den Start. Auch dem Boykottaufruf der USA für die Spiele von Moskau 1980 kam Senegal nicht nach.
Im Segeln und Schießen traten senegalesische Athleten erstmals 1984 in Los Angeles an. Der 400-Meter-Hürdenläufer Amadou Dia Ba konnte sich für das Finale qualifizieren und wurde Fünfter. In Seoul 1988 gewann er mit Silber die erste und bislang einzige Medaille Senegals bei Olympischen Spielen. In Seoul waren erstmals Schwimmer des Landes vertreten.
Nach einer erfolglosen Teilnahme in Barcelona 1992 schaffte die 400-Meter-Staffel der Männer in Atlanta 1996 mit Platz 4 wieder ein Spitzenergebnis. Die Spiele von Sydney 2000 blieben wiederum erfolglos. In Athen 2004 kamen erstmals Fechter und Tischtennisspieler zum Einsatz, 2008 in Peking Kanuten und Taekwondoin. In Peking erreichte der Weitspringer Ndiss Kaba Badji das Finale und wurde Sechster. In London 2012 trat erstmals eine senegalesische Fußballauswahl beim olympischen Turnier an.

### Winterspiele

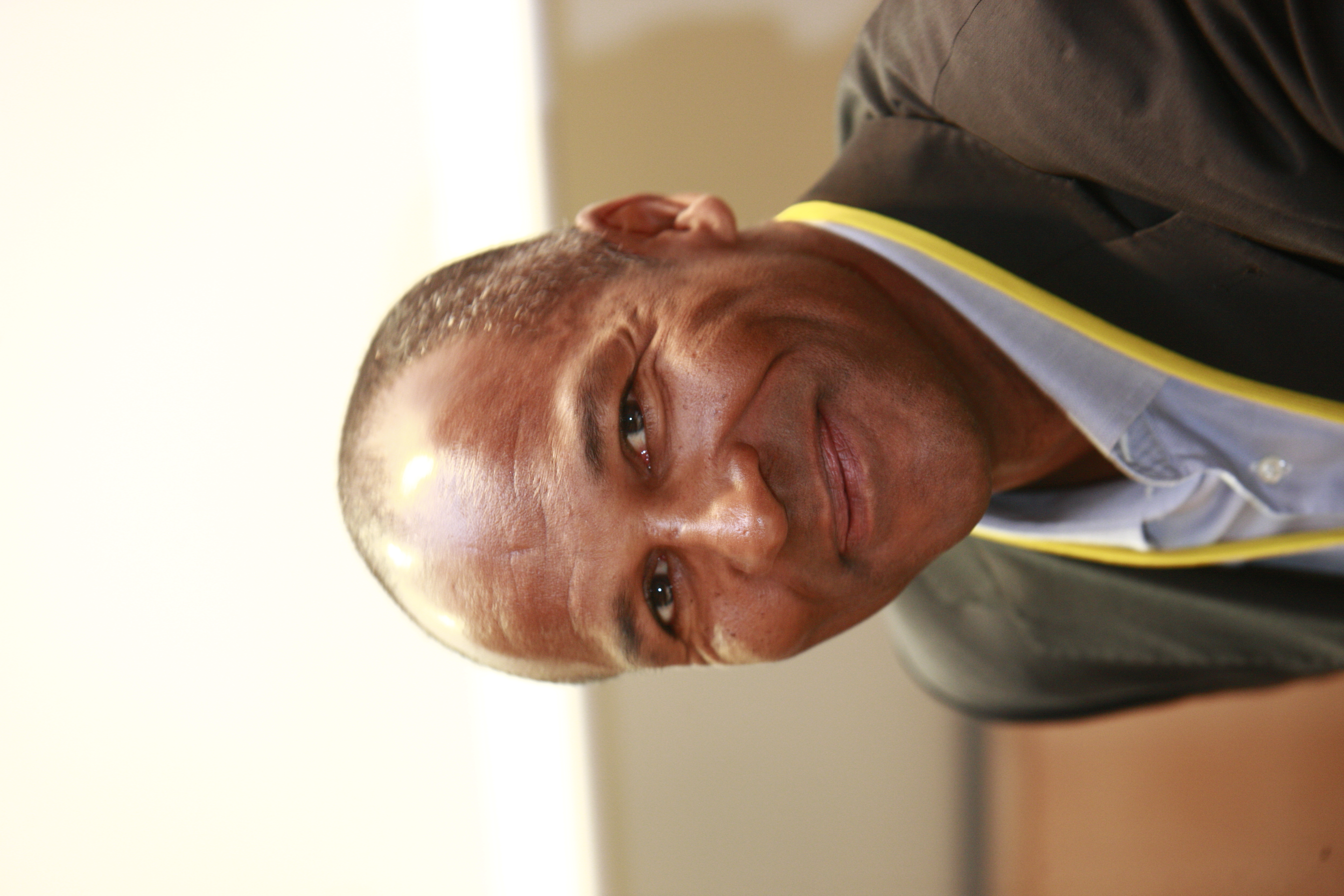
Lamine Guèye, Senegals erster Wintersportler bei Olympia (Foto von 2008)

Der erste Wintersportler Senegals bei Olympischen Spielen war der Skirennläufer Lamine Guèye, der 1984 in Sarajewo teilnahm. Auch 1992 in Albertville und 1994 in Lillehammer war er dabei.

## IOC-Mitglied
Seit 2015 ist Mamadou Diagna Ndiaye, der Präsident des senegalesischen NOKs, Mitglied des IOC.

## Übersicht der Teilnehmer

### Sommerspiele
| Jahr      | Athleten           | Athleten           | Athleten           | Sportarten         | Sportarten         | Sportarten         | Sportarten         | Sportarten         | Sportarten         | Sportarten         | Sportarten         | Sportarten         | Sportarten         | Sportarten         | Sportarten         | Sportarten         | Medaillen          | Medaillen          | Medaillen          | Medaillen          | Rang               |
| Jahr      | Gesamt             |                    |                    |                    |                    |                    |                    |                    |                    |                    |                    |                    |                    |                    |                    |                    |                    |                    |                    | Medaillen – Gesamt | Rang               |
| --------- | ------------------ | ------------------ | ------------------ | ------------------ | ------------------ | ------------------ | ------------------ | ------------------ | ------------------ | ------------------ | ------------------ | ------------------ | ------------------ | ------------------ | ------------------ | ------------------ | ------------------ | ------------------ | ------------------ | ------------------ | ------------------ |
| 1896–1960 | nicht teilgenommen | nicht teilgenommen | nicht teilgenommen | nicht teilgenommen | nicht teilgenommen | nicht teilgenommen | nicht teilgenommen | nicht teilgenommen | nicht teilgenommen | nicht teilgenommen | nicht teilgenommen | nicht teilgenommen | nicht teilgenommen | nicht teilgenommen | nicht teilgenommen | nicht teilgenommen | nicht teilgenommen | nicht teilgenommen | nicht teilgenommen | nicht teilgenommen | nicht teilgenommen |
| 1964      | 12                 | 12                 | 0                  |                    |                    |                    |                    |                    |                    | 12                 |                    |                    |                    |                    |                    |                    |                    |                    |                    |                    |                    |
| 1968      | 21                 | 21                 | 0                  | 12                 |                    |                    |                    |                    |                    | 9                  |                    |                    |                    |                    |                    |                    |                    |                    |                    |                    |                    |
| 1972      | 38                 | 38                 | 0                  | 12                 | 4                  |                    |                    | 6                  |                    | 12                 | 4                  |                    |                    |                    |                    |                    |                    |                    |                    |                    |                    |
| 1976      | 21                 | 19                 | 2                  |                    | 1                  |                    |                    | 5                  |                    | 10                 | 5                  |                    |                    |                    |                    |                    |                    |                    |                    |                    |                    |
| 1980      | 32                 | 30                 | 2                  | 12                 |                    |                    |                    | 7                  |                    | 10                 | 3                  |                    |                    |                    |                    |                    |                    |                    |                    |                    |                    |
| 1984      | 24                 | 23                 | 1                  |                    |                    |                    |                    | 6                  |                    | 11                 | 4                  | 2                  |                    | 1                  |                    |                    |                    |                    |                    |                    |                    |
| 1988      | 23                 | 22                 | 1                  |                    |                    |                    |                    | 5                  |                    | 12                 | 4                  |                    | 2                  |                    |                    |                    |                    | 1                  |                    | 1                  | 36                 |
| 1992      | 20                 | 18                 | 2                  |                    |                    |                    |                    | 6                  |                    | 9                  | 3                  |                    | 2                  |                    |                    |                    |                    |                    |                    |                    |                    |
| 1996      | 11                 | 11                 | 0                  |                    |                    |                    |                    | 2                  |                    | 7                  | 2                  |                    |                    |                    |                    |                    |                    |                    |                    |                    |                    |
| 2000      | 26                 | 7                  | 18                 | 12                 | 1                  |                    |                    | 1                  |                    | 9                  | 1                  |                    | 2                  |                    |                    |                    |                    |                    |                    |                    |                    |
| 2004      | 16                 | 6                  | 10                 |                    |                    | 2                  |                    | 1                  |                    | 9                  | 1                  |                    | 2                  |                    |                    | 1                  |                    |                    |                    |                    |                    |
| 2008      | 15                 | 8                  | 7                  |                    |                    | 3                  |                    | 4                  | 2                  | 3                  | 1                  |                    | 2                  |                    | 1                  |                    |                    |                    |                    |                    |                    |
| 2012      | 31                 | 24                 | 7                  |                    |                    | 1                  | 17                 | 1                  | 2                  | 6                  | 2                  |                    | 2                  |                    | 1                  |                    |                    |                    |                    |                    |                    |
| 2016      | 22                 | 6                  | 16                 | 12                 |                    | 1                  |                    | 1                  | 1                  | 2                  | 2                  |                    | 2                  |                    | 1                  |                    |                    |                    |                    |                    |                    |
| 2020      | 9                  | 6                  | 3                  |                    |                    | 1                  |                    | 1                  | 1                  | 1                  | 1                  | 1                  | 2                  |                    |                    | 1                  |                    |                    |                    |                    |                    |
| 2024      | 11                 | 7                  | 4                  |                    |                    | 1                  |                    | 1                  | 2                  | 3                  |                    |                    | 2                  |                    | 1                  | 1                  |                    |                    |                    |                    |                    |
| Gesamt    | Gesamt             | Gesamt             | Gesamt             | Gesamt             | Gesamt             | Gesamt             | Gesamt             | Gesamt             | Gesamt             | Gesamt             | Gesamt             | Gesamt             | Gesamt             | Gesamt             | Gesamt             | Gesamt             | 0                  | 1                  | 0                  | 1                  |                    |

### Winterspiele
| Jahr      | Athleten           | Athleten           | Athleten           | Sportarten         | Medaillen          | Medaillen          | Medaillen          | Medaillen          | Rang               |
| Jahr      | Gesamt             |                    |                    |                    |                    |                    |                    | Medaillen – Gesamt | Rang               |
| --------- | ------------------ | ------------------ | ------------------ | ------------------ | ------------------ | ------------------ | ------------------ | ------------------ | ------------------ |
| 1924–1980 | nicht teilgenommen | nicht teilgenommen | nicht teilgenommen | nicht teilgenommen | nicht teilgenommen | nicht teilgenommen | nicht teilgenommen | nicht teilgenommen | nicht teilgenommen |
| 1984      | 1                  | 1                  | 0                  | 1                  |                    |                    |                    |                    |                    |
| 1988      | nicht teilgenommen | nicht teilgenommen | nicht teilgenommen | nicht teilgenommen | nicht teilgenommen | nicht teilgenommen | nicht teilgenommen | nicht teilgenommen | nicht teilgenommen |
| 1992      | 2                  | 2                  | 0                  | 2                  |                    |                    |                    |                    |                    |
| 1994      | 1                  | 1                  | 0                  | 1                  |                    |                    |                    |                    |                    |
| 1998–2002 | nicht teilgenommen | nicht teilgenommen | nicht teilgenommen | nicht teilgenommen | nicht teilgenommen | nicht teilgenommen | nicht teilgenommen | nicht teilgenommen | nicht teilgenommen |
| 2006      | 1                  | 1                  | 0                  | 1                  |                    |                    |                    |                    |                    |
| 2010      | 1                  | 1                  | 0                  | 1                  |                    |                    |                    |                    |                    |
| 2014–2022 | nicht teilgenommen | nicht teilgenommen | nicht teilgenommen | nicht teilgenommen | nicht teilgenommen | nicht teilgenommen | nicht teilgenommen | nicht teilgenommen | nicht teilgenommen |
| Gesamt    | Gesamt             | Gesamt             | Gesamt             | Gesamt             | 0                  | 0                  | 0                  | 0                  |                    |

## Medaillengewinner

### Goldmedaillen
Bislang (Stand 2024) keine Medaillengewinner

### Silbermedaillen
| Name          | Spiele       | Sportart       | Disziplin    |
| ------------- | ------------ | -------------- | ------------ |
| Amadou Dia Ba | 1988 Atlanta | Leichtathletik | 400 m Hürden |

### Bronzemedaillen
Bislang (Stand 2024) keine Medaillengewinner

## Medaillen nach Sportart
| Sportart       | Gold | Silber | Bronze | Gesamt |
| Leichtathletik | 0    | 1      | 0      | 1      |
| Gesamt         | 0    | 1      | 0      | 1      |